# Clare (Michigan)
Clare is een plaats (city) in de Amerikaanse staat Michigan, en valt bestuurlijk gezien onder Clare County en Isabella County.

## Demografie
Bij de volkstelling in 2000 werd het aantal inwoners vastgesteld op 3173.
In 2006 is het aantal inwoners door het United States Census Bureau geschat op 3196, een stijging van 23 (0,7%).

## Geografie
Volgens het United States Census Bureau beslaat de plaats een oppervlakte van
8,3 km², waarvan 8,1 km² land en 0,2 km² water. Clare ligt op ongeveer 255 m boven zeeniveau.

## Plaatsen in de nabije omgeving
De onderstaande figuur toont nabijgelegen plaatsen in een straal van 24 km rond Clare.